# Kanton Adenau
Der Kanton Adenau (franz.: Canton de Adenau) war eine von neun Verwaltungseinheiten, in die sich das Arrondissement Bonn im Rhein-Mosel-Departement gliederte. Der Kanton war in den Jahren 1798 bis 1814 Teil der Französischen Republik (1799–1804) und des Französischen Kaiserreichs (1804–1814). Hauptort (Chef-lieu) war Adenau.
Der Kanton war zugleich Friedensgerichtsbezirk.
Vor der Besetzung des Linken Rheinufers im Ersten Koalitionskrieg gehörte der Verwaltungsbezirk des Kantons Adenau landesherrlich zum Kurfürstentum Köln und teilweise zum Herzogtum Arenberg.
1814 wurde der Kanton Adenau, so wie das gesamte Rhein-Mosel-Departement, vorübergehend Teil des Generalgouvernements Mittelrhein, gehörte dann zum Generalgouvernement Nieder- und Mittelrhein und kam 1815 aufgrund der auf dem Wiener Kongress getroffenen Vereinbarungen zum Königreich Preußen. Unter der preußischen Verwaltung ging der Kanton Adenau im 1816 neu gebildeten Kreis Adenau im Regierungsbezirk Koblenz auf.

## Verwaltungsgliederung
Der Kanton Adenau gliederte sich in 20 Gemeinden mit 65 Ortschaften, die von drei Mairies verwaltet wurden. Im Jahr 1808 lebten im Kanton insgesamt 9213 Einwohner.

### Mairie Adenau
Zur Mairie gehörten 24 Ortschaften in neun Gemeinden mit insgesamt 4604 Einwohnern; Bürgermeister: Köller (1808). 
Gemeinden:
- Adenau
- Herschbach, heute Ortsteil von Kaltenborn
- Insul
- Kaltenborn
- Leimbach
- Müllenbach
- Niederadenau, seit 1976 Ortsteil von Dümpelfeld
- Reifferscheid
- Schuld

### Mairie Aremberg
Zur Mairie gehörten 18 Ortschaften fünf Gemeinden mit insgesamt 1738 Einwohnern; Bürgermeister: Hartmann (1808). 
Gemeinden:
- Antweiler
- Aremberg
- Dorsel
- Hümmel
- Wershofen

### Mairie Barweiler
Zur Mairie gehörten sechs Gemeinden mit insgesamt 2871 Einwohnern; Bürgermeister: Manderfeld (1808). 
Gemeinden:
- Barweiler
- Bodenbach
- Drees
- Hoffeld
- Nohn
- Nürburg